# George Ryan
George Homer Ryan (ur. 24 lutego 1934 w Maquoketa, zm. 2 maja 2025 w Kankakee) – amerykański polityk, członek Partii Republikańskiej.

## Działalność polityczna
Od 1973 do 1983 zasiadał w Izbie Reprezentantów Illinois i od 1981 do 1983 był jej przewodniczącym. Od 1983 do 1991 był zastępcą gubernatora Illinois, a następnie do 1999 stanowym sekretarzem stanu. W okresie od 11 stycznia 1999 do 13 stycznia 2003 był gubernatorem stanu Illinois. Był pierwszym w historii gubernatorem, który wstrzymał wykonywanie kary śmierci. W roku 2000 ogłosił w swoim stanie moratorium na egzekucje, zaś w roku 2003 na koniec swojego urzędowania zamienił przeszło 160 skazanym wyroki śmierci na dożywocie. George Ryan był oskarżany o korupcję, oszustwa podatkowe oraz składanie fałszywych zeznań przed FBI. Ostatecznie w roku 2006 został skazany i w 2007 roku zaczął odbywać karę spędzając w więzieniu pięć lat, a następnie przebywał w areszcie domowym siedem miesięcy. W roku 2013 został zwolniony.